# Дубровнишко крайбрежие
Дубровнишкото крайбрежие (на латински: Terrae Novae, букв. „Нови земи“) е част от т.нар. сръбско поморие.
Обхваща далматинската крайбрежна ивица от устието на Неретва до Суторина. Това е типичният далматински тип бряг.
От 10 век до 14 век това е крайбрежието на средновековната сръбска област Захумлие или Хума, след което е прилежащо на Дубровнишката република. По силата на решение на Карловицкия договор владенията на Дубровнишката република са оградени отвсякъде от османски такива с цел да нямат обща граница с т.нар. Албания Венета.
За цялото дубровнишко крайбрежие е характерен специфичният дубровнишки говор.